# باغ کبیر
باغ کبیر، روستایی در دهستان راهگان بخش راهگان شهرستان خفر در استان فارس ایران است. این روستا، مرکز دهستان راهگان است.

## جمعیت
بر پایه سرشماری عمومی نفوس و مسکن در سال ۱۳۹۵، جمعیت این روستا برابر با ۱٬۱۲۱ نفر (۳۵۰ خانوار) بوده است.